# Ilie Văluță
Ilie Văluță,  (n. 16 iulie 1955, în orașul Chișinău , Republica Moldova) este un muzician, compozitor, interpret, maestru de sunet din Republica Moldova.

## Date biografice
Ilie Văluță s-a născut la data de 16 iulie 1955 în orașul Chișinău, Republica Moldova.
A studiat la Institutul de Stat al Artelor „Gavriil Musicescu” din Chișinău (astăzi Academia de Muzică, Teatru și Arte Plastice), la clasa dirijat cor academic. 
Începând cu anul 1985 își desfășoară activitatea la IPNA Compania TeleRadio Moldova, în calitate de maestru de sunet TV. 

## Activitatea de creație

### Televiziunea Națională
A creat compoziții muzicale la spectacole TV, muzică vocală și instrumentală în emisiunile și concursurile televizate. Veniete muzicale la emisiunile „Actualități”, „Panorama”, „Mesager”, „Baștina”, „Olymp”, „MiniVideo Salon”, „Povestea de seară”, „Teatrul de miniaturi” etc.

##### Emisiunea „De la 5 la10”
O pagină aparte din biografia compozitorului o constituie lucrul cu copii. Este concertmaistru și creator de aranjamente muzicale pentru emisiunea copiilor talentați „De la 5 la 10”. Alături de regizoarele Ecaterina Teleșcu și Vera Strungaru contribuie la formarea artistică a multor interpreți, deja consacrați, din Moldova.
Participă la multiple spectacole atât în țară cât și peste hotarele ei. Frecvent apare pe sceana Filarmonicii Naționale „S. Lunchevici" acompaniat de Orchestra de Muzică populară „Folclor" , dirijată de maestrul Petre Neamțu, Artist al Poporului. Spectacole în care se manifestă atât în rol de interpret în duet cu fiica Diana, cât și compozitor de muzică ușoară, romanțe, muzică de petrecere. În luna septembrie 2013 efectuiază un turneu în Republica Cehă împreună cu fiica sa, Diana și un grup de artiști din Moldova la Sărbătoarea românilor din Praga , spectacol organizat de către Ambasada Republicii Moldova și Ambasada României din Republica Cehă.

## Compoziții

### Muzică pentru spectacole
A compus muzică la peste 80 de spectacole pentru teatrele de păpuși și dramă din țară

### Muzică pentru filme
- 1988 – Filmul muzical „Cucurigu!”, reg. Elena Iliaș;
- 1991 – „Mircea Snegur la Putna”, reg. Ion Buzilă
- 1992 – „Prostia  omenească” după Ion Creangă, reg. Ion Popescu
- 1992 – „Când ard păpușile”, film documentar, Transnistria 1992, reg. Elena Iliaș.

### Muzică vocală

##### Romanțe și cântece
Romanțe și cântece pe versuri de Mihai Eminescu, Vasile Alecsandri, Octavian Goga, Grigore Vieru, Dumitru Matcovschi, Nicolae Dabija, Valeriu Matei, Leonida Lari, Iulian Filip, Ion Diviza, Claudia Partole, Gheorghe Bâlici, Ionel Căpiță, Andrei Strâmbeanu, Vasile Căpățână, Anatol Ciocanu, Victor Soțchi-Voinicescu (Paris), Vasile Groza, Corin Bianu, Ion Andreiță, Paula Romanescu (București), Maria Chirtoacă (Cîmpulung Muscel) Vasile Tărâțeanu, Lidia Grosu, Elena Tamazlâcaru, Tudor Gorgos, Galina Furdui, M. Rădulescu, Mihai Morăraș, Vladimir Halipli, Alexandru Macedonschi, Alexie Rău, Nina Josu, Steliana Grama, Ion Vatamanu, Radmila Popovici Paraschiv, Nina Slutu-Soroceanu. Colaborările contunuă.

### Muzică instrumentală
Creații instrumentale în interpretarea lui Vasile Iovu, Marin Gheras, Alexei Litvin, Ion Spătaru, Anatol Nunu, Sergiu Bantaș și alți artiști-instrumentiști.

### Muzică pentru Imnuri
- 2009 Imnul UNITEM, versruri Ion Diviza;
- 2011 Imnul Pădurii „MoldSilva”, versuri Ionel Căpiță.

## Premii
- Începând cu 1993 premiant la concursul anual cu „Antena de aur”, TV Moldova 1;
- 1994 – Diplomă pentru muzică la spectacolul Pinocchio de Carlo Collodi, montat la Teatrul de păpuși Licurici, la Festivalul International al Teatrelor de PapuȘi din Torino, Italia;
- 2002 – Premiul Cel mai bun compozitor al anului UNITEM;
- 2003 – Premiul Cea mai bună creație muzicală în teatru pentru spectacolul „Vârcolacii au furat luna” de Emilia Plugaru, montat la Teatrul Republican de păpuși Licurici în cadrul Galei Premiilor UNITEM (ediția a V-a)
- 2004 – Premiul pentru Cea mai originală muzică la Festivalul Național de Teatru pentru spectacolul Facă-se voia voastră de Nicolae Rusu, montat la Teatrul Municipal de Papuși „Guguță”;
- 2011 – Premiul pentru Muzică de scenă la Festivalul Internațional de Animație Gulliver, ed. XIX, spectacolul Cobora un cățeluș din cer de Iulian Filip, montat la Teatrul Municipal de Păpuși „Guguță”;
- 2011 – Diplomă de Excelență a Asociației Culturale Române IDEAL pentru întreaga activitate și promovarea valorilor culturale, București;
- 2012 – Premiul anual oferit de Săptămânalul Literatura și Arta;
- 2013, mai – Grand Prix – Cel mai bun compozitor la Festivalul Internațional al Teatrelor de Păpuși Подільська лялька ed. VIII, Vinița, Ucraina;
- 2013, iulie – Titlul de Excelență pentru contribuție esențială în dezvoltarea culturii, susținerea și promovarea talentelor, pentru receptivitate, fidelitate și aportul considerabil în susținerea și desfășurarea cenaclului IDEAL / AO „Două inimi gemene” Chișinău;
- 2013, iulie – Premiul UNESCO pentru promovarea valorilor culturale fără frontiere, pentru bogăția și temeinicia zestrei de suflet, așezată la temelia realizărilor Domniei voastre / Asociația „Moldova și minoritățile sale, Club UNESCO, Chișinău;
- 2013, august – Medalie jubiliară EPARHIA CHIȘINĂULUI  în semn de recunoștință pentru activitatea sârguincioasă spre binele și întru mărirea Bisericii Ortodoxe din Moldova, Chișinău.
- 2015 - Titlul Onorific „Om Emerit” al Republicii Moldova[1]

### Repertoriul selectiv de spectacole cu muzica lui Ilie Văluță
- Spectacolul „Salut, Copilărie”, teatrul „Licurici” Arhivat în 4 noiembrie 2013, la Wayback Machine.
- Spectacolul „Motanul Încălțat”, teatrul „Licurici” Arhivat în 4 noiembrie 2013, la Wayback Machine.
- Spectacolul „Vârcolacii au furat luna”, teatrul „Licurici” Arhivat în 19 noiembrie 2013, la Wayback Machine.
- Spectacolul „Sarea în bucate”, teatrul „Licurici” Arhivat în 26 noiembrie 2013, la Wayback Machine.
- Spectacolul „Spaima zmeilor” teatrul „Licurici” Arhivat în 3 noiembrie 2014, la Wayback Machine.
- www.gugutateatru.md
- www.licurici.md Arhivat în 3 februarie 2014, la Wayback Machine.

## Legături externe
Interviuri. Articole. Emisiuni
- Emisiunea radiofonică SUFLET DE ARTIST de Maria Stoianov, 29 decembrie 2012, voceabasarabiei.net[nefuncțională]
- Ilie Văluță: „Îmi place să interpretez numai muzică live”, articol de Nicolae Roibu, 10 aprilie 2013, Timpul  Arhivat în 20 aprilie 2014, la Wayback Machine.
- Acasă la Noroc cu Ilie Văluță, 23 aprilie 2013, noroc.tv[nefuncțională]
- ILIE VĂLUȚĂ și crizantemele sale, articol de Ion Cuzuioc, 16 iulie 2013, Basarabia literară [nefuncțională]
- Antologia de cântece DOR DE LUME de Ilie Văluță, lansată la Chișinău, 18 iulie 2013, trm.md
- DOR DE LUME. Serata de creație a compozitorului     Ilie Văluță , 12 august 2013, trm.md
- "Dinastia Văluță a fost cea mai numeroasă..." Impresii de la spectacolul "Dinastii muzicale" articol de Valentina Butnaru, 25 octombrie 2013 , apropomagazin.md